# InvestHK
InvestHK est l’agence gouvernementale chargée de promouvoir et de conseiller les investisseurs étrangers à Hong Kong.

## Liens
- Site de InvestHK